# アン・タイラー
アン・タイラー（Anne Tyler、1941年10月25日 - ) は、アメリカの小説家。

## 人物
4人兄弟の長女としてミネソタ州ミネアポリスに生まれる。父親は薬剤師で母親はソーシャル・ワーカー。幼少時代の大部分をクエーカーのコミュニティで過ごし、11歳になるまで学校には行かなかった。こうした特殊な育ち方により、普通の世界に対しても距離と発見をともなった見方をするようになったと言える。
デューク大学を卒業した後、コロンビア大学の大学院でロシア文学を専攻。図書館勤務をした後、1964年より小説を書き始める。1963年に結婚し2人の女児をもうける。夫は1997年に死去。著者のほとんどの小説の舞台となっているメリーランド州、ボルティモアに居住。
9作目で著者自身が最高傑作と考えている"Dinner at the Homesick Restaurant（ここがホームシック・レストラン）"は、1983年のピューリッツァー賞とペン/フォークナー賞の両方の最終選考に残る。10作目となる"The Accidental Tourist（アクシデンタル・ツーリスト）"は1985年の全米批評家協会賞を受賞し、1986年のピューリッツァー賞の最終選考に残った。この作品は1988年に、ローレンス・カスダン監督、ウィリアム・ハート、ジーナ・デービス主演により映画化（邦題"偶然の旅行者")されている。11作目の"Breathing Lessons（ブリージング・レッスン）"は、1989年にピューリッツァー賞を受賞。

## 作品

### 長編
- "If Morning Ever Comes" (1964)
- "The Tin Can Tree" (1965)
- 『スリッピングダウン・ライフ』"A Slipping-Down Life" (1970)
- 『時計を巻きにきた少女』 "The Clock Winder" (1972)
- "Celestial Navigation" (1974)
- "Searching for Caleb" (1975)
- 『夢見た旅』"Earthly Possessions" (1977)
- 『モーガンさんの街角』"Morgan's Passing" (1980)
- 『ここがホームシック・レストラン』　"Dinner at the Homesick Restaurant" (1982)
- 『アクシデンタル・ツーリスト』 "The Accidental Tourist" (1985)
- 『ブリージング・レッスン』"Breathing Lessons" (1988)
- 『もしかして聖人』"Saint Maybe" (1991)
- 『歳月のはしご』　"Ladder of Years" (1995)
- 『パッチワーク・プラネット』 "A Patchwork Planet" (1998)
- 『あのころ、私たちはおとなだった』 "Back When We Were Grownups" (2001)
- 『結婚のアマチュア』"The Amateur Marriage" (2004)
- "Digging to America" (2006)
- 『ノアの羅針盤』"Noah's Compass" (2010年1月)